# Анрі Жуає
Анрі Жуає (фр. Henri Joyeux, нар. 28 червня 1945 року, Монпельє) — французький хірург та онколог, дієтолог та громадський діяч. Почесний професор медичного факультету Університету Монпельє (I). Автор багатьох праць з екології людини. Відзначають, що його витримавши вже 7 видань «Chanegez d'Alimentation» («Змініть харчування», 1-е вид. 1985) займають у Франції перше місце серед видань з дієтології.

## Біографія
У 1962—1972 роках навчався на медичному факультеті та в інтернатурі лікарні Університету Монпельє, півтора року у 1968—1970 практикувався хірургії в Марокко. У 1972 році захистив дисертацію в Монпельє, присвячену штучному кишечнику.
У 1972—1992 роках працював в Інституті раку в Монпельє, де з 1980 року завідував лабораторією харчування та експериментальної хірургії. У 1992—1997 рр. працював в Парижі в Інституті Кюрі. Потім повернувся в Монпельє.
З 1980 року був професором онкології і з 1986 року — хірургії шлунково-кишкового тракту медичного факультету альма-матер. З 1997 року також хірург-онколог і консультант Інституту раку Монпельє. В даний час і там і там у відставці.
З 2000 р. віце-президент, а у 2001—2013 рр. президент асоціації «Родини Франції» (Familles de France), також у 2006—2008 рр. заступник голови Національної спілки сімейних асоціацій (UNAF). У 2010—2015 роках член Економічної, соціальної та екологічної ради Франції (від UNAF). Почесний президент апітерапевтичної асоціації «Бджола лікує» (L'abeille me soigne).
У 1981 році професор А. Жуає починає проводити публічні лекції — спочатку по тематиці запобігання онкологічних захворювань, проте потім А. Жуає звертається і до питань сімейних відносин серед молоді.
Первісну популярність здобув як дієтолог. Є прихильником апітерапії і противником веганізму, а також вживання глютен-вмістивих продуктів і коров'ячого молока. У 2015 році його критикувала міністр охорони здоров'я Марісоль Турен. Мав місце скандал у зв'язку з займаною ним позицією по вакцинації (див.), проте професор H. Жуає не є антівакцінатором.
Член Національної академії хірургії з 1994 року. З 1978 року іноземний член Американської колегії хірургів. Лауреат міжнародної премії по онкології імені А. Лакассаня (1986) за праці з дієтології. Кавалер ордена Почесного легіону (2008).
Одружений, шестеро дітей.
Автор близько 500 публікацій, в тому числі понад 20 книг, в тому числі іноземних. Автор присвяченій також апітерапії книги «Les abeilles et le chirurgien» («Бджоли і хірург»).
- Bouguet, N. & Joyeux, H. Les abeilles et le chirurgien. Monaco: Éditions du Rocher (2014) ISBN 9782268076256
- Tout savoir pour éviter Alzheimer et Parkinson de Dominique Vialard, Henri Joyeux (2015) ISBN 9782268077512
- Changez d'alimentation (2016) ISBN 9782266261777
- Французские правила здорового питания («Альпина Паблишер[ru]», 2017) — переклад сьомого видання праці А. Жуає «Змініть харчування», перша його велика робота, що вийшла російською мовою[5]